# Daňkovice

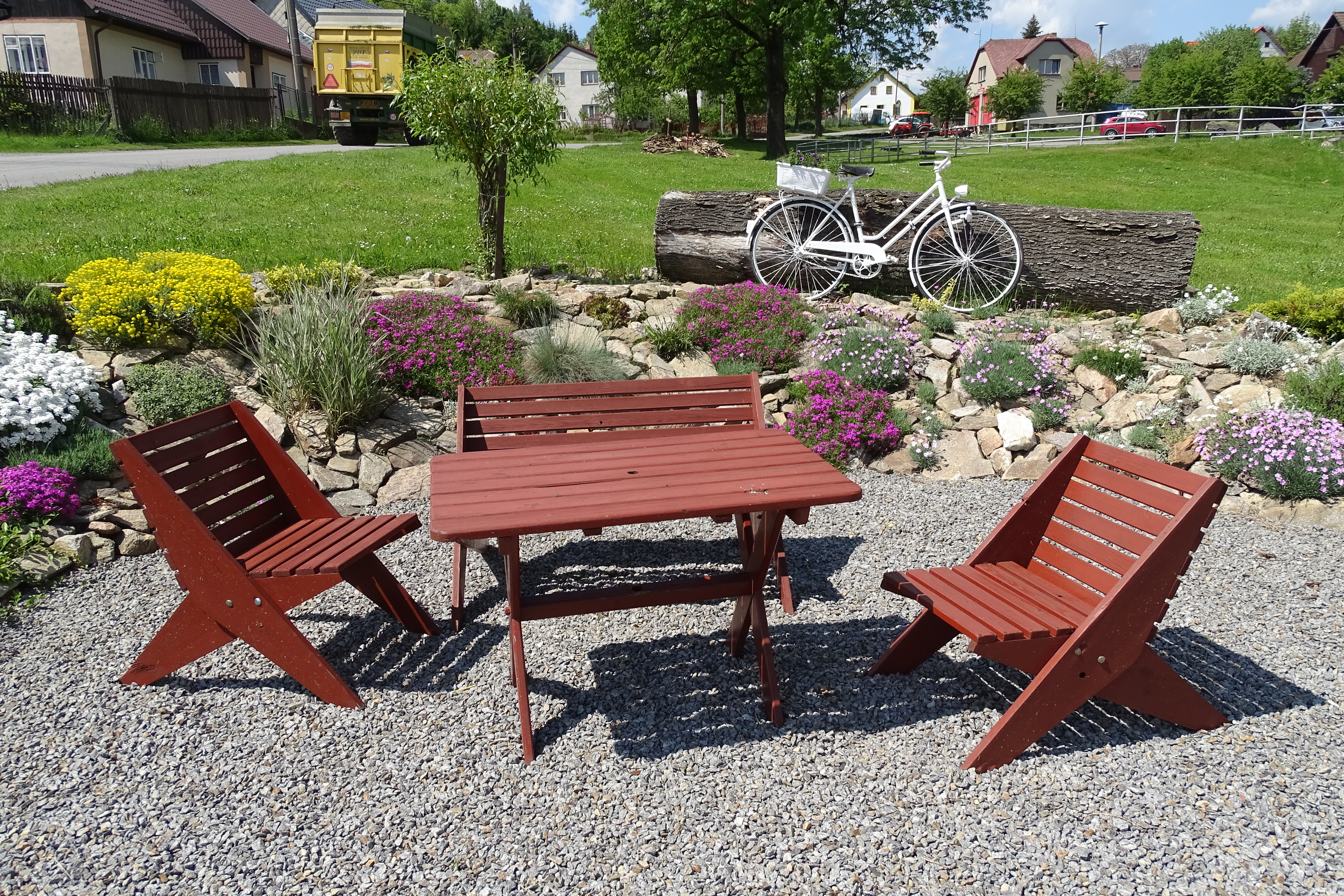
Místo odpočinku pro turisty

Daňkovice (německy Dankowitz) jsou obec v okrese Žďár nad Sázavou v Kraji Vysočina. Žije zde 173 obyvatel.

## Historie
První písemná zmínka o obci pochází z roku 1350, kdy Filip ml. z Pernštejna prodal svůj majetek strýci Jimramovi z Pernštejna. Název obce patrně vznikl z osobního jména Daněk. Správou patřily Daňkovice pod Bystřici, kam také místní rychtář odváděl poplatky. Když bylo pernštejnské panství v roce 1500 rozděleno na díly, byly Daňkovice přičleněny k novoměstsko-jimramovské části, později spadly pod jimramovské panství. Kolem roku 1750 dostala obec pečeť, ve znaku byl. sv. Florián a písmena „OBD“.
V době druhé světové války, v letech 1944–1945, byla obec působištěm partyzánské skupiny Jermak. V roce 1980 byla obec přičleněna ke Sněžnému, od roku 1990 opět samostatná.

## Obyvatelstvo

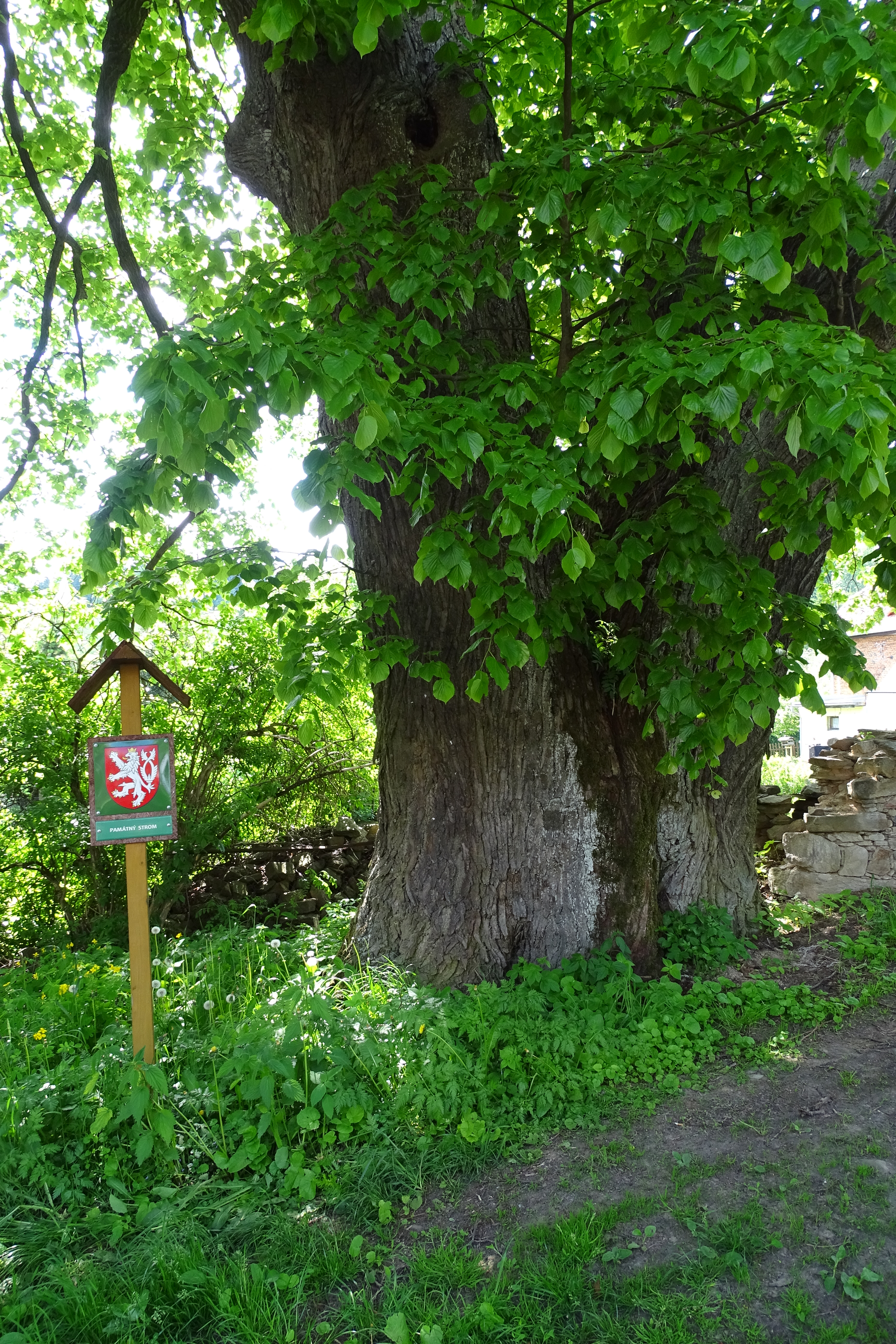
Památná lípa

| Rok            | 1869 | 1880 | 1890 | 1900 | 1910 | 1921 | 1930 | 1950 | 1961 | 1970 | 1980 | 1991 | 2001 | 2011 |
| Počet obyvatel | 351  | 358  | 318  | 344  | 356  | 342  | 310  | 441  | 209  | 218  | 206  | 182  | 141  | 144  |

## Současnost
Známý je penzion Selský dvůr. Nad obcí na Buchtově kopci je radar na řízení leteckého provozu, na katastru obce, směrem ke Sněžnému je léčebna TBC.

## Školství
- Mateřská škola Daňkovice

## Pamětihodnosti
- Evangelická modlitebna, postavená ze dřeva v roce 1788, roku 1818 přestavěná na zděnou budovu, dodnes si zachovala původní ráz – nemá věž ani zvony a vchod je z polí.
- Venkovský dům čp. 47[5] - v letech 2014 - 2018 byl kompletně rekonstruován. Dům byl vyhlášen Památkou roku 2018.[6]
- Venkovský dům čp. 41
- Venkovský dům čp. 27. Dům byl zapsán na seznam kulturních památek v roce 2019.

## Doprava
Obcí vede silnice II/353, která spojuje Poličku, Žďár nad Sázavou a Velký Beranov. V obci je autobusová zastávka se spoji do Žďáru nad Sázavou a obce Krásné. Nejbližší vlaková zastávka je Sádek u Poličky (13 km), trať 261 a Nové Město na Moravě (14 km) trať 251. Obcí dále vede cyklistická trasa číslo 4338 (Sněžné – Kučerův mlýn) a červená turistická trasa směřující na Buchtův kopec, respektive Jimramovské paseky.

## Významní rodáci
- Emil Musil (1857–1941), autor povídek s mysliveckou tematikou, používal pseudonym Musil Daňkovský

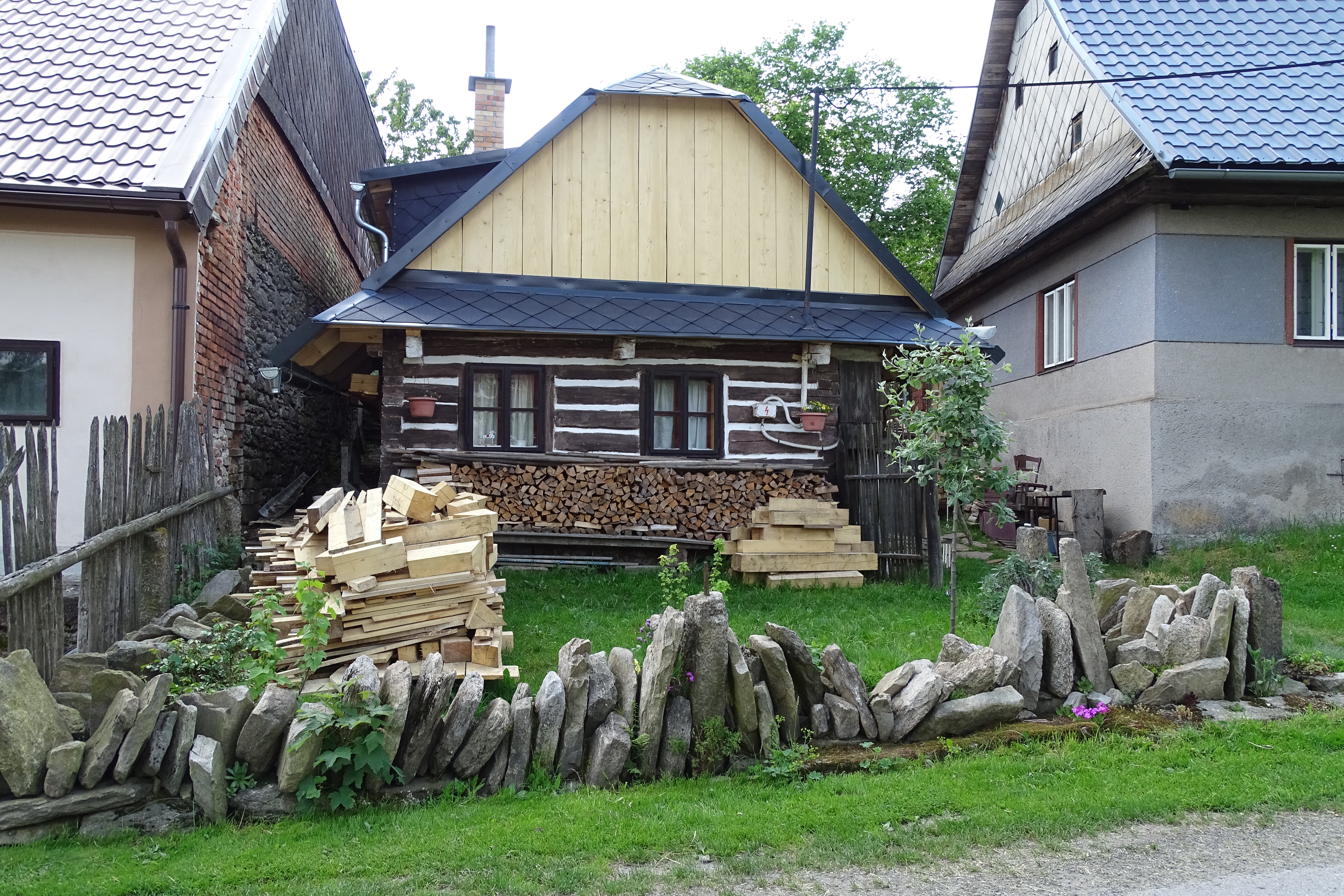
Venkovský dům čp. 47